# Зисбах
Зисбах (нем. Siesbach) — община в Германии, в земле Рейнланд-Пфальц. 
Входит в состав района Биркенфельд. Подчиняется управлению Биркенфельд.  Население составляет 381 человек (на 31 декабря 2010 года). Занимает площадь 7,43 км².